# 田中新兵衛
田中 新兵衛（たなか しんべえ）は、幕末の薩摩藩士。諱は雄平。尊王攘夷派で、幕末の四大人斬りの一人。

## 人物
元々は武士の生まれではなく、鹿児島の伝承では薩摩前ノ浜の船頭の子、または薬種商の子と言われる。史料で島津家一門の島津織部家臣、つまり、薩摩藩では私領士という陪臣身分とされているが、これは鹿児島城下屈指の豪商で、尊皇攘夷の士でもあった森山新蔵が、士分の株を買い与えたからで、本人も商人から士分になった森山の持ち船の船頭であったと言われる。
新兵衛は幼少期より武芸に励み、剣術に優れていた。流派は厳密には不明であるが、城下で育っていることから、一般的には示現流の分派のなかのどれかと考えられている。
文久2年（1862年）5-6月に上京。海江田信義や藤井良節（藤井良蔵）の元に身を寄せた。そこに小河弥右衛門が安政の大獄で長野主膳に協力した島田左近が伏見にいると知らせてきたので、これを6名で暗殺しようとしたが失敗。新兵衛はその後1ヵ月間、左近を付け回し、7月21日、京都木屋町で襲撃。逃げる左近を加茂川の河原まで執拗に追いかけて斬首し、先斗町でさらし首とした。

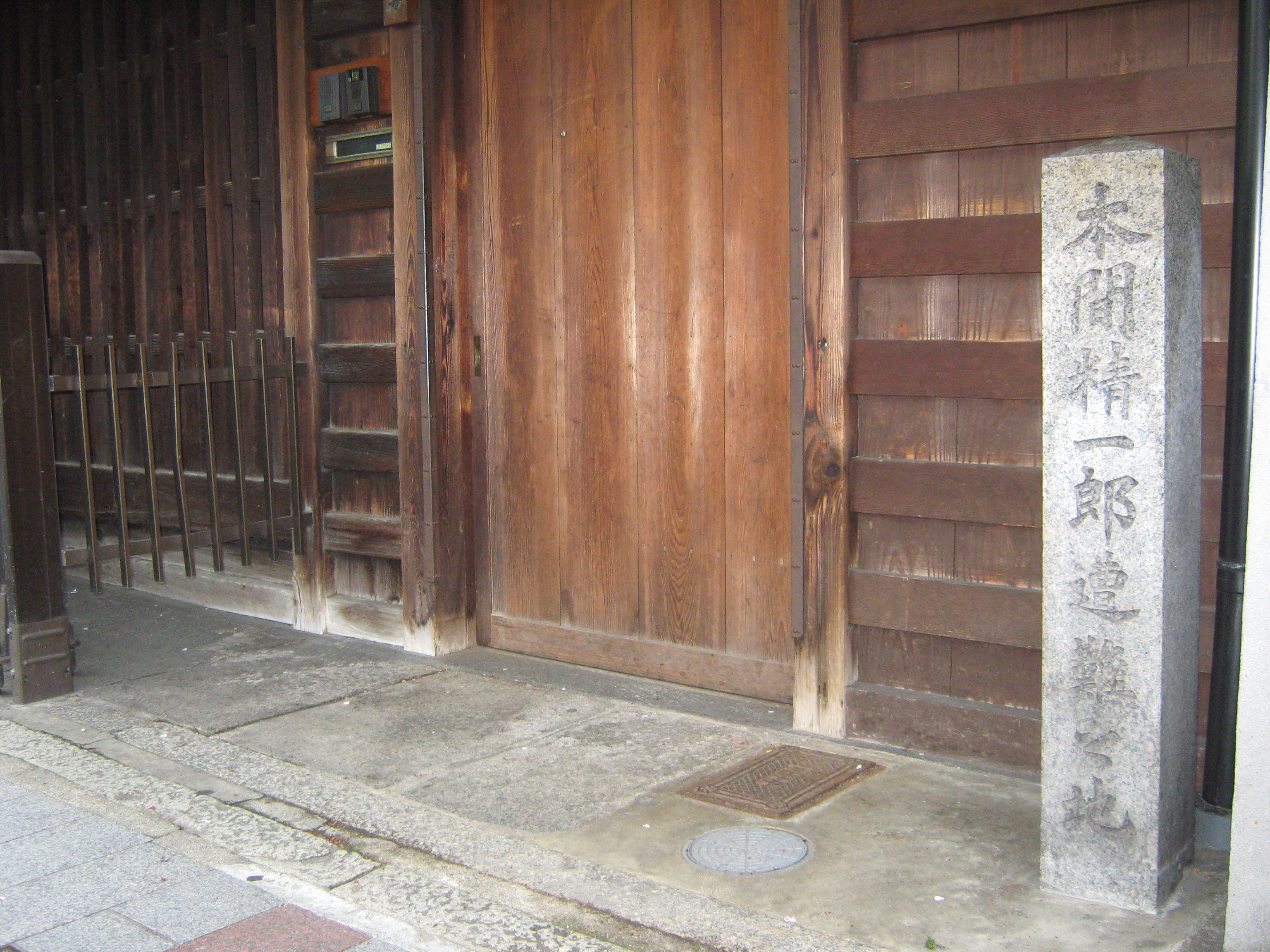
本間精一郎遭難の地（京都三条木屋町下ル）

8月、小河の仲介で、土佐勤王党の武市瑞山と引き合わされ、武市と義兄弟の契りを結んだ。以後、新兵衛は岡田以蔵などと徒党を組み、暗殺を示唆された相手を次々と手にかけるようになった。本間精一郎、渡辺金三郎、大河原重蔵、森孫六、上田助之丞などを集団で襲って暗殺したと言われている（江州石部事件）。

文久3年5月20日（1863年7月5日)、朔平門外の変で姉小路公知が複数名に襲撃されて暗殺された。この事件の現場で投げつけられ、残されていた刀が新兵衛の愛刀であり、薩摩下駄も残されていたことによって、新兵衛が犯人と断定されて仁礼源之丞等と共に捕縛されたが、通説では刀は数日前に盗まれたものというが信憑性は不明。新兵衛が負っていた傷も生き残りの証言と一致していた。
町奉行の永井主水正は、新兵衛を尋問しようとしたが、新兵衛は一言も発せず、隙をついて脇差を抜いて割腹、返す刀で喉の頸動脈を突いて即死した。そのため供述は得られず、襲撃の手際の悪さ、絶命させられずに逃がしてしまったこと、公知と武市との良好な関係など、不審な点が幾つかあり、新兵衛が実行犯だったのかどうか真相に疑問が持たれている事件である。しかし死体を検分した事件の生き残りも新兵衛に間違いないと証言したことなどから、近年の研究ではやはり新兵衛が実行犯であったという説の方が有力である。

## 評価
- 田中光顕「田中とは私も同志として往来した間柄であった。何でも薬屋の次男だと聞いていたが、余程、気象が烈しかった。情が激してくると、涙を流して話をすすめた」[6]
- 平井収二郎「新兵衛、性、淡泊にして、感慨多し」[6]

## 関連作品
映画
- 『京洛の舞』1942年松竹 下加茂 作品（88分・モノクロ）監督：野村浩将、出演：田中新兵衛・阪東壽三郎・森山新蔵・坂東好太郎・高峰三枝子
- 『人斬り』1969年 監督：五社英雄、出演：田中新兵衛・三島由紀夫[7]

テレビドラマ
- 『勝海舟』1974年 NHK大河ドラマ、出演：田中新兵衛・渡瀬恒彦

漫画
- 『粉雪抄 人斬り編』（一條和春 ラポート『月とノスタルヂヤ』収録、1994年）
- 『だんドーン』（泰三子）

小説
- 『新兵衛の肚』（羽山信樹短編集『幕末刺客列伝』所収、角川書店）